# Spanjaardspoort
De Spanjaardspoort of Spaanse Poort was de voorpoort van de Nieuwstadspoort. Deze hoofdpoort was een vierkant poortgebouw uit circa 1325 dat rond 1400 werd voorzien van flankerende halfronde torens. In 1536 werd voor de voorpoort een barbacane gebouwd met een diameter van 33 meter, met zeker een, maar mogelijk twee kanonkazematten. De barbacane werd in 1857 gesloopt en in 2000 en 2022 opgegraven. De Oude Nieuwstadspoort werd in 1894 definitief gesloopt. De poort werd voor het eerst vermeld in 1393.  in Zutphen, Nederland. De restanten ervan, de voorpoort en een deel van de schildmuur, worden als ensemble Spaanse Poort genoemd. De voorpoort is beschermd als rijksmonument en werd gerestaureerd in 1905 en in 1951-1952.
Lange tijd heeft een kazerne, de Isendoornkazerne, die in oude kloostergebouwen was gehuisvest, tegen deze poort aan gestaan. De kazerne is in 1945 in de Tweede Wereldoorlog opgeblazen.